# Vladimir Dimitrov
Vladimir Dimitrov Poppetrov (in bulgaro Владимир Димитров Поппетров?; Frološ, 1º febbraio 1882 – Sofia, 29 settembre 1960) è stato un pittore bulgaro.
Vladimir Dimitrov – Il Maestro è, secondo il parere unanime della critica d'arte, il più grande pittore bulgaro contemporaneo.
Artista estremamente prolifico, ricrea la serenità, la salute e l'allegria della donna bulgara della regione di Kjustendil sullo sfondo della frutta. Vladimir Dimitrov – Il Maestro è anche il primo artista militare dei tempi delle guerre balcaniche e della prima guerra mondiale.
Dal 1972 ad oggi gli è dedicata la più grande galleria d'arte della penisola balcanica a Kjustendil.